# Сан Мартино ин Трињано (Перуђа)
Сан Мартино ин Трињано је насеље у Италији у округу Перуђа, региону Умбрија.
Према процени из 2011. у насељу је живело 1581 становника. Насеље се налази на надморској висини од 316 м.